# Asociación de Fútbol de Zanzíbar
La Asociación de Fútbol de Zanzíbar (del inglés: Zanzibar Football Association); abreviado ZFA; en suajili: Chama cha Mpira wa Miguu Zanzibar es el organismo rector del fútbol en Zanzíbar. Fue fundada en 1926, y aunque no es miembro de la FIFA, desde 2004 es miembro asociado de la CAF. Organiza el campeonato de Liga, así como los partidos de la selección nacional en sus distintas categorías.